# Lhohi (Dhaalu)
Pour les articles homonymes, voir Lhohi.
Lhohi est une petite île inhabitée des Maldives. 

## Géographie
Lhohi est située dans le centre des Maldives, au Nord de l'atoll Nilandhe Sud, dans la subdivision de Dhaalu. 